# 李·保耶
李·大衛·保耶（英語：Lee David Bowyer，1977年1月3日—），是英格蘭職業足球運動員，出生在景寧鎮，場上司職中場，他曾代表英格蘭上陣過1場。2023年9月開始成為蒙特塞拉特足球代表隊主教練。
保耶是直至2010/11年球季在英超累計領取黃牌最多的球員，合共101面黃牌比奇雲·戴維斯、羅比·沙維治及保羅·史高斯等硬漢還要多，他同時亦有5面紅牌記錄。

## 生平

### 查爾頓
1994年，保耶成為查爾頓的一員。1994年，他和其同伴甸恩·錢德勒因為雙雙吸食大麻而受到注意，他們亦因此被長期禁賽，但是保耶卻得已重返一隊效力，並為查爾頓上陣了58場並攻入14球。

### 列斯聯
1996年，當時的列斯聯領隊韋健遜以280萬英鎊簽入了保耶，不久後，他被控涉嫌種族歧視。1999–00球季，他是當時領隊大衛·奧拉利手下的重要球員，並協助列斯聯闖進欧洲联盟杯四強，另外在2000-01又打進了冠軍聯賽。他曾經在1998–99和2000–01兩個球季當選為列斯聯年度最佳球員。
2003年1月，保耶轉投韋斯咸，他一共代表列斯聯上陣257場並攻入62球。

### 韋斯咸
保耶與韋斯咸簽下六個月的合約，不幸的是韋斯咸在2002–03球季降班。他因傷患困擾，僅上陣了11場，後來他被球會放棄。

### 紐卡素
2002–03球季，韋斯咸降班後，保耶隨即在2003年7月轉會至紐卡素。
2005年4月，保耶在對阿士東維拉的賽事中與隊友代尔打架，兩人均領紅離場，並再賽後加罰停賽三場，紐卡素會方亦向他索取其六星期的總工資作為罰款。保耶總共代表紐卡素上陣98場射入11球。

### 韋斯咸
2006年6月，保耶重返他年少時支持的韋斯咸。2007年1月，他在對雷丁的賽事中弄傷肩膀，導致在2006/07球季，他僅上陣了22場。然而，他很快痊癒了。2007/08年球季，保耶成功爭取了在韋斯咸的正選地位，在對韋根的賽事中攻入效力的首球。
2009年1月9日，保耶被外借到英冠球隊伯明翰城直到季末，期間上陣17場，射入1球及領得1面紅牌，協助球隊奪得聯賽亞軍及直接升級英超席位。

### 伯明翰城
2009年7月9日於保耶與韋斯咸的合約屆滿後，他正式轉投伯明翰城，簽約兩年。保耶表現持續出色，在對富咸與狼隊連續兩場英超射入奠勝球。期間協助球隊連續在各項賽事15場保持不敗，並創下球會在頂級聯賽連續12場不敗記錄，以第9位結束球季，是伯明翰城超過50年來最佳成績。
2010年11月20日保耶於格力·加特拿因傷缺陣而獲派上陣主場出戰車路士，射入賽事唯一入球擊敗領頭羊兼帶領球隊脫離降班區域；他其後於主場對曼聯在完場前射入為主隊扳平1-1。2011年元旦主場0-3負於阿仙奴，保耶故意踏中薩尼亞，雖然當場球證禾頓沒有看到事發經過，但電視重播清楚拍下罪證，因而被判罰停賽3場。2011年2月27日伯明翰城在溫布萊球場於聯賽盃決賽迎戰阿仙奴，正選上陣的保耶協助球隊成功爆冷門以2-1獲勝，取得個人首面重要錦標獎牌。
雖然領隊麥克萊什向保耶表示來季會與他續約一年，但球隊卻於球季結束後降班英冠，保耶於約滿後離隊。

### 葉士域治
2011年7月10日英冠球會葉士域治成功免費羅致保耶，簽約一年。

## 國家隊
保耶效力列斯聯期間一直是英格蘭U21的成員。
2002年9月，當時英軍領隊艾歷臣挑選了他出戰對葡萄牙的友賽。他在該場賽事首次上陣，並交予助攻給阿倫·史密夫。這也是保耶唯一一次代表英軍上陣。

## 榮譽
伯明翰城
- 英格蘭聯賽盃：2010/11年；

## 外部連結
- 足球数据库：李·保耶的球员统计数据